# Station Limelette-Buston
Station Le Buston is een voormalige spoorweghalte langs spoorlijn 161 (Brussel - Namen) in de wijk Le Buston in Limelette, een deelgemeente van de gemeente Ottignies-Louvain-la-Neuve.

## Aantal instappende reizigers
De grafiek en tabel geven het gemiddeld aantal instappende reizigers weer op een week-, zater- en zondag.
| Tabel: aantal instappende reizigers station Limelette-Buston | Tabel: aantal instappende reizigers station Limelette-Buston | Tabel: aantal instappende reizigers station Limelette-Buston | Tabel: aantal instappende reizigers station Limelette-Buston |
|                                                              | Weekdag                                                      | Zaterdag                                                     | Zondag                                                       |
| ------------------------------------------------------------ | ------------------------------------------------------------ | ------------------------------------------------------------ | ------------------------------------------------------------ |
| 1977                                                         | 96                                                           | 34                                                           | 22                                                           |
| 1978                                                         | 122                                                          | 38                                                           | 24                                                           |
| 1979                                                         | 151                                                          | 51                                                           | 36                                                           |
| 1980                                                         | 74                                                           | 29                                                           | 32                                                           |
| 1981                                                         | 86                                                           | 35                                                           | 28                                                           |
| 1982                                                         | 87                                                           | 22                                                           | 37                                                           |
| 1983                                                         | 82                                                           | 18                                                           | 21                                                           |

0,0: Schaarbeek ·
3,5: Koninklijke-Sint-Mariastraat ·
4,4: Rogierstraat ·
5,1: Leuvensesteenweg ·
5,8: Brussel-Schuman ·
6,1: Wetstraat ·
7,0: Brussel-Luxemburg ·
8,0: Mouterij ·
8,9: Etterbeek ·
10,1: Watermaal ·
12,0: Bosvoorde ·
13,9: Zoniënwoud ·
17,0: Groenendaal ·
18,9: Hoeilaart ·
20,0: Bakenbos ·
22,0: Terhulpen ·
23,2: Genval ·
25,2: Rixensart ·
27,7: Profondsart ·
29,0: Le Buston ·
30,0: Ottignies ·
36,0: Mont-Saint-Guibert ·
38,0: Blanmont ·
40,0: Chastre ·
41,9: Ernage ·
45,0: Gembloers ·
47,6: Lonzée ·
50,9: Beuzet ·
53,0: Saint-Denis-Bovesse ·
56,0: Rhisnes ·
62,0: Namen